# Герб Білозерського району
Герб Білозерського району — офіційний символ Білозерського району, затверджений рішенням районної ради.

## Опис
На червоному щиті з срібною хвилястою базою зображення Касперівської Богородиці; у центрі під образом Богоматері зелений щиток з гербом Платнірівського куреня Херсонського козацького коша, на якому два золоті колоски та золоте гроно винограду. Щит обрамлено декоративним картушем, увінчаним золотою стилізованою короною з п'ятьма зубцями у вигляді листя дерев. З боків щит оточено колосками, обвитими синьо-жовтою стрічкою з написом у нижній частині "Білозерський район".